# Neustria
La Neustria (in francese Neustrie) è una regione storica francese. Era situata fra l'Aquitania e la Borgogna a sud, il canale della Manica a nord, la Bretagna a ovest e l'Austrasia a est. Corrispondeva quindi approssimativamente alla maggior parte del settentrione dell'odierna Francia, con Parigi e Soissons come città principali. La Neustria, nata come provincia del regno dei Franchi nel 511, costituiva la parte più occidentale del regno durante la dinastia dei Merovingi dal VI all'VIII secolo.

## Storia
La suddivisione del Regno franco avvenne quando, alla morte di Clodoveo I (regnò fra il 482 e il 511), i figli Clotario, Clodomiro, Teodorico e Childeberto si spartirono il regno. Le continue spartizioni dei territori fra i discendenti di Clodoveo sfociarono in una serie di rivalità che causarono più di due secoli di guerre con l'Austrasia, che era invece la parte orientale del regno dei Franchi.
Nonostante le guerre, Neustria e Austrasia vennero riunificate per breve tempo in varie occasioni, la prima volta sotto il regno di Clotario I dal 558 al 562. Alla morte di Clotario, il regno venne nuovamente suddiviso tra i quattro figli (Sigeberto I, Gontrano, Cariberto I, Chilperico I) e il regno di Neustria andò al figlio Cariberto. Nel 567 Cariberto morì e il regno di Neustria venne suddiviso tra i tre fratelli rimanenti. Le veci del regno di Neustria vennero prese in particolare da Chilperico I, re di Soissons. La lotta per il potere coinvolse anche le donne di corte e in particolare Brunechilde d'Austrasia (moglie di Sigeberto) e Fredegonda di Neustria (moglie di Chilperico I). 

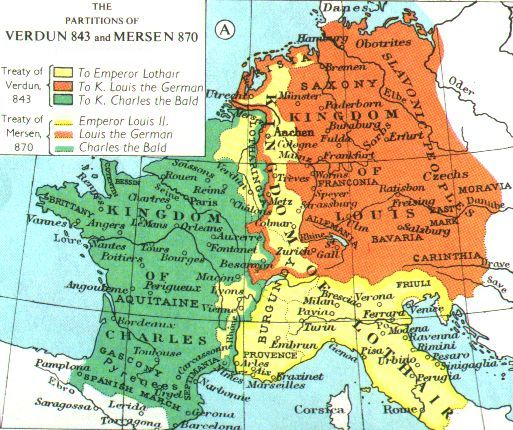
L'Europa dopo il Trattato di Verdun

Dopo la sepoltura della madre nella basilica di Saint-Denis a Parigi nel 597, il figlio Clotario II continuò la guerra contro la regina Brunilde d'Austrasia fino alla vittoria del 613, quando Brunilde stessa venne tradita dai suoi. Clotario torturò Brunilde per tre giorni poi la incatenò a quattro cavalli che la squartarono. A questo punto il regno era unificato, ma lo rimase solo per breve tempo. Infine, durante il regno di Dagoberto I (628-637) la relativa guerra di successione portò ad un'altra temporanea unificazione dopo di che l'autorità dei re contendenti cominciò a declinare quando i maggiordomi acquisirono potere.
Nel 687 Pipino di Herstal, maggiordomo del re di Austrasia, sconfisse i tenaci Neustriani a Tertry e unì Austrasia e Neustria. I discendenti di Pipino, i Carolingi, continuarono a governare poi regnare sui due regni. Con la benedizione di papa Stefano II, dopo il 751, Pipino il Breve depose formalmente i Merovingi ed assunse il controllo dell'intero regno franco. Neustria, Austrasia, Borgogna e Aquitania vennero in seguito unificate sotto un'unica autorità e i nomi "Neustria" ed "Austrasia" sparirono gradualmente. Infatti con il Trattato di Verdun, dell'843, i vecchi regni di Neustria e Aquitania vennero assegnati a Carlo il Calvo, che prese il titolo di re dei Franchi occidentali.
Durante il regno di Carlo il Calvo iniziarono le guerre contro i Bretoni, che si erano dichiarati indipendenti dal re dei Franchi e avevano eletto un loro re, e inoltre erano iniziate le incursioni dei Vichinghi, soprattutto alla foce della Senna. Allora Carlo decise di costituire una marca per affrontare le due situazioni di pericolo. Nell'861 istituì due marche di Neustria:
- la marca di Neustria bretone per combattere i Bretoni, costituita dalle contee del Maine, d'Angiò, e della Turenna, affidata a Roberto il Forte,
- la marca di Neustria normanna, corrispondente al futuro ducato di Normandia, affidata ad Adalardo il Siniscalco.

I Rorgonidi, che governavano la contea del Maine, si ribellarono e nell'865 ottennero la marca normanna. Invece la marca bretone alla morte di Roberto il Forte, nell'866, passò a Ugo l'abate. Dopo che nel 911 il Trattato di Saint-Clair-sur-Epte, che riconosceva l'autorità del re dei Franchi occidentali (ovvero, grossomodo, di Francia) Carlo il Semplice, aveva concesso ai Normanni il ducato di Normandia, non vi era più la necessità di avere due marchesati e la marca di Neustria venne riunificata nelle mani dei Robertingi.

## Elenco dei marchesi di Neustria
| Marca contro i Normanni - 861-865: Adalardo il Siniscalco, Udo e Berengario I | | Marca contro i Bretoni - 861-866: Roberto il Forte |
| - 865-878: Goffredo I, conte del Maine - 878-885: Ragenoldo, conte d'Herbauges - 884-886: Enrico di Franconia | - 866-886: Ugo l'abate                                                                                 |                                                    |
| - 886-896: Berengario II, conte de Bayeux - 896-911: - 911- : Roberto, (Robertingio), demarchus | - 886-888: Oddone († 898), re di Francia nell'888 - 888-922: Roberto, (Robertingio), demarchus nel 911 |                                                    |
| Marchesi delle due marche - 911-922: Roberto († 923), re di Francia nel 922 - 922-956: Ugo il Grande (Robertingio) - 956-987: Ugo Capeto († 996), re di Francia nel 987, l'ultimo dei Robertingi diede inizio alla dinastia capetingia. | |                                                    |